# Svizzera ai Giochi della XXIII Olimpiade
La Svizzera partecipò ai Giochi della XXIII Olimpiade che si sono svolti a Los Angeles nel 1984, con una delegazione di 129 atleti impegnati in diciotto discipline.